# H. Köser
Die H. Köser GmbH ist ein Versandhandel für Delikatessen mit Sitz in Bremerhaven. Sie werden an Endverbraucher und gewerbliche Kunden geliefert.
Das ursprünglich in England gegründete und heute norddeutsche Unternehmen hatte seinen Sitz lange in Hamburg.

## Geschichte

### Gründung

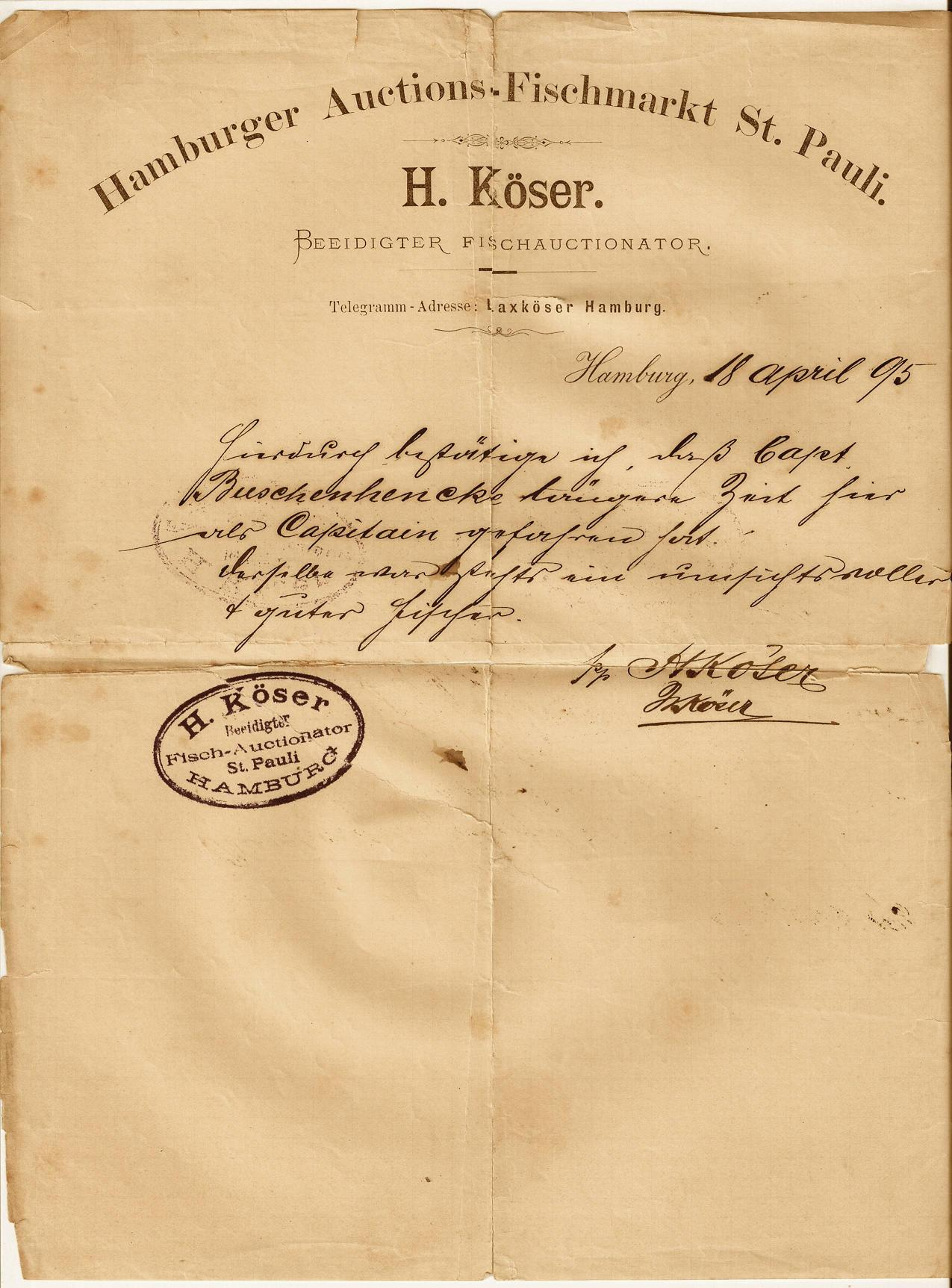
Von Johann Hinrich Köser ausgestelltes Zeugnis

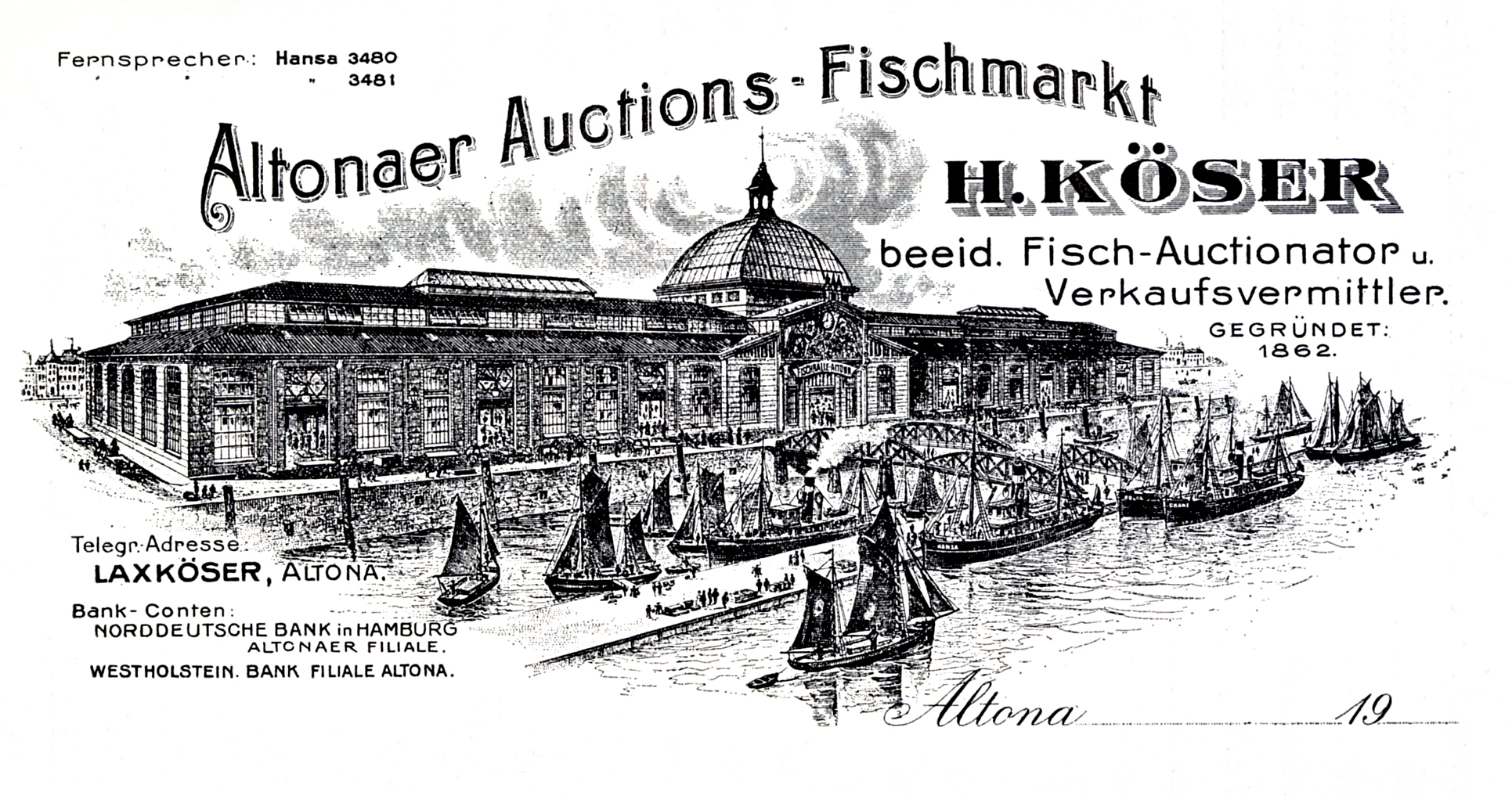
Briefkopf der Firma H. Köser mit Altonaer Fischauktionshalle

1862 gründete Johann Hinrich Köser sein Handelsgeschäft H. Koser Fruit and Potato Merchant and Commission Agent in Hull (Kingston upon Hull), England mit Niederlassungen in Grimsby und Liverpool. Das „H“ in der Firmenbezeichnung bedeutet „Henry“ als Übersetzung seines zweiten Vornamens.
1867 verlegte die Firma ihren Hauptsitz nach Hamburg St. Pauli. H. Köser betrieb nun Im- und Export von Lebensmitteln sowie eine Spedition in der Hafenstraße. Nach Äpfeln aus dem Alten Land dehnte sich der Obstexport bald auch auf Bickbeeren (Heidelbeeren) und Pflaumen aus. Daneben betrieb H. Köser nach einiger Zeit auch den Export von Hefe. Die für England bestimmten Waren wurden mit einer neu eingerichteten, zwischen Hamburg, Hull und Grimsby verkehrenden Dampfschifffahrtslinie transportiert.

### Fischauktionen und Hamburger Reedereien
Köser war früh an dem aufkommenden Fischauktionshandel in Hamburg beteiligt. Johann Hinrich Köser stellte 1885 beim Hamburger Senat den Antrag auf Vereidigung als Fischauktionator. Diese erfolgte am 20. November 1886.
Noch 1886 ließ Köser den 25 m langen Lotsen-Versetzdampfer „Neuwerk“ bei der Werft von Janssen & Schmilinsky zum Fischdampfer umbauen. Als „Solea“ lief das umgebaute Schiff aus und kehrte am 19. November 1886 mit 4.000 Pfund Fisch von seiner ersten Reise zurück. Am 20. November 1886 wurde unter der Leitung von Köser in der St. Pauli-Markthalle die erste deutsche Fischauktion abgehalten. Reedereigeschäfte besorgte H. Köser zunächst auf eigene Rechnung. Bereedert wurden die von Ratje Köser für den Fischfang gebauten Fischdampfer „Platessa“, „Gadus“ und „Rhombus“. Die neuen Schiffe waren 31 m lang.
Gustav Platzmann wurde Anfang 1887 vereidigt und hielt am 14. März 1887 seine erste Auktion in derselben Halle wie Köser ab. Die Praxis, sich hierfür die Nutzung eines Gebäudes zu teilen, sollte über Jahrzehnte beibehalten werden. Weitere Auktionatoren folgten. Während Platzmann insbesondere die Fänge der Finkenwerder Fischer versteigerte, führte Köser zusätzlich die mit eigenen oder von ihm bereederten Dampfschiffen gefangene Ware an seine Hamburger Auktion.
In Altona, einem preußischen Vorort elbabwärts von Hamburg, beobachtete man mit Sorge die neue Verkaufsform, die eine erhebliche Beschleunigung des Abverkaufs für die Fischer bedeutete. Sie wanderten mit ihren Fängen vom Altonaer Fischmarkt vermehrt nach Hamburg ab. Daher beschloss die Stadt Altona dem Vorbild Hamburgs, Auktionen durchzuführen, zu folgen.
Die erste Fischversteigerung in Altona fand am 22. Juni 1887 in Altona durch den Finkenwerder Gastwirt Johann Cohrs, als tags zuvor beeidigtem Auktionator, statt.

### Altona ab 1908
Nach dem plötzlichen Tod von Johann Cohrs entschied der Magistrat sich gegen die Fortführung des Geschäfts durch dessen Witwe. Das Angebot diese Aufgabe zu übernehmen erhielt H. Köser.
1908 wechselte die Firma mit vier Fischdampfern nach Altona. Hier fanden fortan die Auktionen der Firma statt. Der hohe Bedarf führte im späteren Verlauf zur Ausweitung der Fangflotte, die mit finanzieller Beteiligung von Unternehmen und Privatpersonen stattfand.
Die Söhne Walter und Arthur teilten sich als Mitinhaber die Geschäftsaktivitäten auf und gründeten ebenfalls 1908 eine Frischherings-Importfirma. Als Arthur Köser & Co. verfügte sie vornehmlich über skandinavische und englische Verbindungen. Das Auktionswesen übergab der Vater an seinen Sohn Walter, während Arthur das Fischhandelsunternehmen weiterführte. Der Obsthandel mit Niederlassungen in England, die der dritte Sohn Harry geleitet hatte, war aus wirtschaftlichen Gründen eingestellt worden.
80 % aller deutschen Frischheringsfänge liefen vor dem Ersten Weltkrieg über die Auktion in Altona, die von Walter Köser betrieben wurde. Bis zu 20 Fischdampfer wurden jede Nacht gelöscht. Die Versteigerungen von 4 Millionen Pfund Hering wurde zwischen 7 und 9 Uhr morgens durchgeführt. Jährlich wurden für das Löschen, Versteigern und den Abtransport nahezu 50.000 Versteigerungskisten gebraucht.

### Köser in der Zeit des Nationalsozialismus
Zwischen den Weltkriegen ging der Absatz der Fischmärkte an der Elbe zugunsten der in Cuxhaven und Wesermünde gewachsenen Standorte zurück. In Folge des Groß-Hamburg-Gesetzes schlossen sich die Auktionen vom Hamburg St. Pauli und Altona zusammen. In der Folge gründete H. Köser gemeinsam mit dem Hamburger Auktionator Gustav Platzmann 1934 die Firma Köser, Platzmann & Co. Mit der Verstaatlichung des Fischauktionswesens nach dem Zweiten Weltkrieg wurde die Kooperation beendet.
Für die in den NS-Reichsnährstand und den Vierjahresplan integrierte Fischwirtschaft ergaben sich aufgrund der gesetzlicher Anordnungen Veränderungen. Die deutsche Reichsregierung ordnete die Bewirtschaftung der Devisen an, um den Verbrauch eingeführter Auslandserzeugnisse einzuschränken und so die Reichsmark zu stützen. Langfristig geschlossene Verträge konnten nur noch bedingt eingehalten werden, weil sie von dem Ausgang der in Berlin geführten Verhandlungen zwischen den Vertretern der Fischwirtschaft und den Behörden abhängig waren. Diese hatten darüber hinaus Reglementierungen eingeführt, die eingespielte Abläufe verzögerten. Heringe durften nur noch in sieben Größenklassen zu von der Regierung festgelegten Preisen gehandelt werden. Zu Beginn des Zweiten Weltkrieges stockte die Fischversorgung völlig. Dies änderte sich mit der Besetzung Norwegens und Dänemarks. Köser profitierte hiervon, in dem das Unternehmen beauftragt wurde, gemäß Anfang 1939 geschlossener Verträge aus norwegischen Fängen einzukaufen und dem Verbrauch dem Reich zuzuführen. Ebenso übertrug die NS-Reichsregierung der Hamburger Firma die Gewalt über die Fischeinkaufs-Gemeinschaft, die alle skandinavischen Fänge vermarktete. Heinz Köser, ein Enkel des Firmengründers, war seit 1934 als Prokurist im Familienunternehmen tätig und wurde Beauftragter für den Einkauf im besetzten Norwegen.

Schwierigkeiten gab es bei der Verbringung des Fisches aus den von den Nazis besetzten Ländern. Der verfügbare Frachtraum blieb wegen der für die Deutsche Kriegsmarine requirierten Fischdampfer knapp. H. Köser brachte in Zusammenarbeit mit der Firma Johs. Thode mit Kühleinrichtungen ausgerüstete Spezialschiffe in Fahrt. Diese mit damals moderner Kühltechnik ausgestatteten Einheiten von 530 t Tragfähigkeit verkehrten als MS Tatkraft, MS Fortschritt und MS Wille zwischen den Häfen in Skandinavischen Ländern und Hamburg.

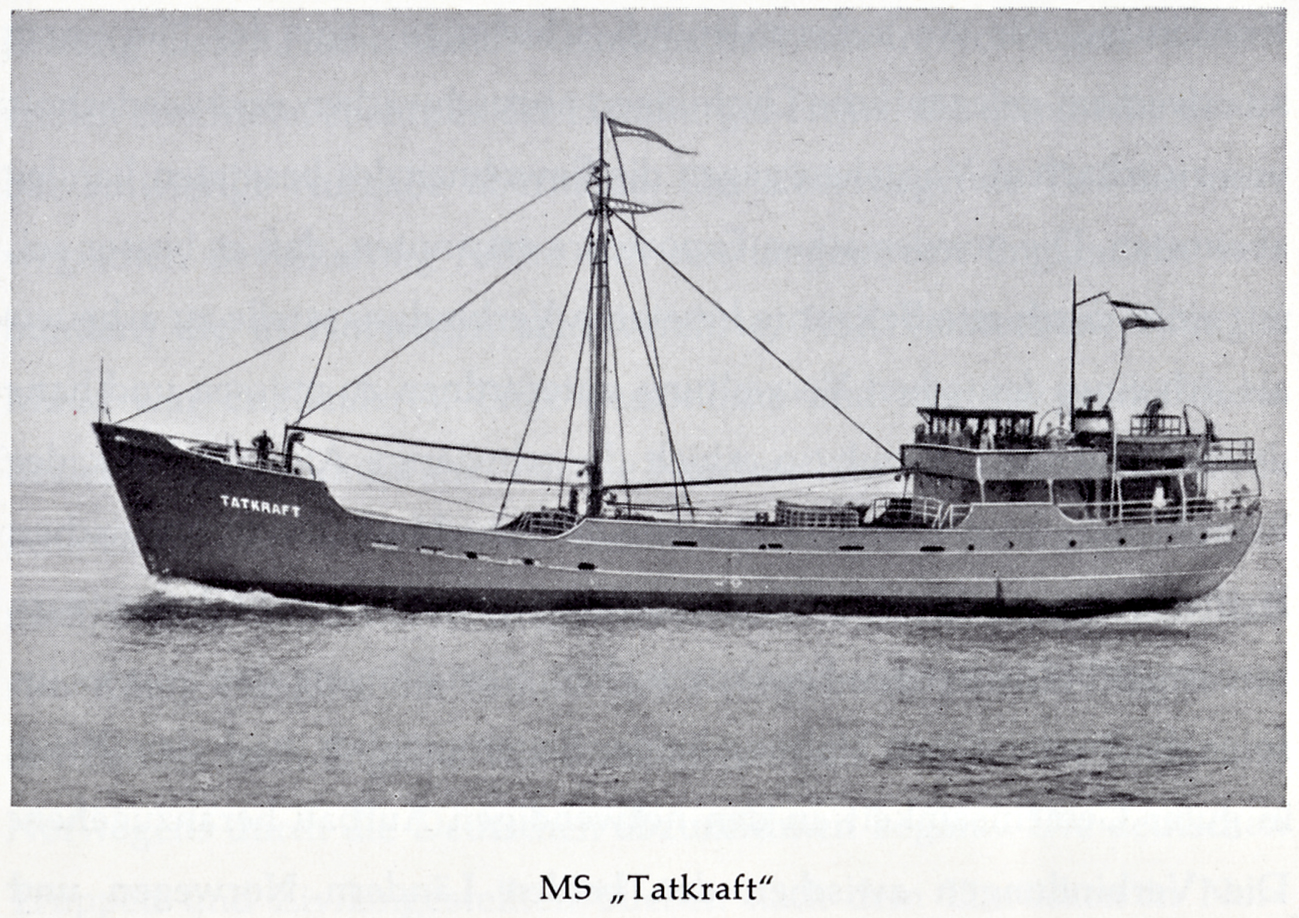
MS Tatkraft, eines der ersten Kühlschiffe der Firma H. Köser

1943 wurden die Büros der Firma im Altonaer Fischereihafen bei einem Luftangriff schwer getroffen.

### Köser nach 1945
1945 unterzog die britische Militärverwaltung in Hamburg die Firma einer Überprüfung auf Schwarzhandel, stellte diese jedoch nach Übernahme der Wirtschaftskontrolle durch die Hamburger Verwaltung wieder ein. Die Einbeziehung Thüringens, Sachsens und Mecklenburgs in die SBZ führte zu Absatzeinbußen für die Firma. 1947 verstaatlichte der Hamburger Senat als eine seiner ersten Handlungen die Fischauktion.
Die Wiederaufnahme der Vorkriegsverbindungen in die skandinavischen Länder mit Ausweitung der Beziehungen zu Island und in die Niederlande stärkte das Importgeschäft der Firma aufs Neue. H. Köser setzte sich nun für die Qualitätsverbesserung der Fische in deren Liefer- und Verarbeitungskette ein und unterstützte damit ein Ziel wissenschaftlicher Arbeit und Forschung Altonaer Institute.
In Norwegen entwickelte sich ein starker Trend zu Tiefkühlung zur Lagerung und für den Transport von Fisch. Der Import tiefgekühlter Heringe, Fische und Heringsfilets, der jetzt die traditionelle Frischheringseinfuhr ergänzte, wurde zum wesentlichen Zweck der H. Köser. Darüber hinaus importierte die Firma Fischrogen, der vornehmlich zu so genanntem Deutschen Kaviar verarbeitet wurde. Hinzu kamen die Einfuhr von Kräuterheringen, das Salzfischgeschäft und der Bezug ausländischer Halbfertigwaren. Aus dem Salzen deutscher Fische entwickelte sich ein Exportgeschäft mit Schwerpunkt Italien. Neben dem Import und der Fabrikation entstand so auch die Warenausfuhr nach Übersee, insbesondere in die USA.
Gemäß Handelsregistereintrag HRB 2144 vom 6. Dezember 1968 zog H. Köser nach Bremerhaven um und entwickelte sich zur Delikatessenmanufaktur mit Versandhandel (b-to-b und b-to-c).
Neben dem klassischen Katalogversandhandel betreibt das Unternehmen als einer der ersten deutschen Lebensmittelhändler seit April 1999 einen Online-Shop.
Gemeinsam mit diversen Softwarehäusern entwickelt das Unternehmen kontinuierlich Programmoptimierungen zu Prozessen in der Lebensmittelbeschaffung, -herstellung und -lagerung sowie zur Chargenrückverfolgung im Lebensmittelversandhandel. Ziel ist die stetige Verbesserung von Abläufen im Einklang mit sich verändernden gesetzlichen Rahmenbedingungen. Dies erfolgt vor dem Hintergrund eines gleichbleibend hohen Qualitätsanspruchs und zuverlässiger Dienstleistung mit Sicherstellung lückenloser Nachweise von der Rohstoffentstehung über die Herstellung bis hin zum Endverbraucher.
H. Köser war 2017 mit anderen e-commerce-Händlern aus dem Lebensmittelbereich in einem PAS-Verfahren (Publicly Available Specification) an der Entwicklung der DIN SPEC 91360 beteiligt. Die DIN hilft den temperaturgeführten Lebensmittelversand zu optimieren.
Das Unternehmen bildet aus und wurde im September 2021 für überproportionales Ausbildungsplatzangebot ausgezeichnet.

## Produkte und Versandhandel
H. Köser vertreibt seine Produkte seit 1969 mittels klassischem Katalogversandhandel und als einer der ersten deutschen Lebensmittelhändler seit April 1999 über seinen Online-Shop. Die Firma liefert heute neben Fisch, Krustentieren und Caviar auch andere Luxus-Lebensmittelprodukte.

## Konzerngesellschaften
- H. Köser GmbH
- Arthur Köser GmbH & Co. KG
- Köser Service GmbH